# Reference Peak
Der Reference Peak ist 1030 m hoher, grob kegelförmiger Berg im ostantarktischen Enderbyland. Markant ist er durch seine Nahe dem Gipfel steile Westflanke. Er ragt 5 km südlich der Amundsenbucht zwischen Mount Weller und Mount Hollingsworth auf. Von Norden aus gesehen präsentiert er sich als spitzer Gipfel mit glatten Seiten.
Gesichtet wurde der Berg erstmals im Oktober 1956 von einer Mannschaft der Australian National Antarctic Research Expeditions. Diese benannte ihn so, da er als Referenzmarke für geomagnetische Messungen auf Observation Island diente.